# Abdul Rashid Dostum
Abdul Rashid Dostum (Josjã, 25 de março de 1954) é um militar e político afegão, de etnia uzbeque, ocupou a vice presidência do Afeganistão de 2014 a 2020, é o atual líder do Movimento Islâmico Nacional. Foi também ex-combatente na luta pró-soviética durante a invasão da URSS ao país, e ex-membro do Conselho de líderes da Frente Nacional do Afeganistão.

## Biografia

### Primeiros anos
Dostum nasceu em 25 de março de 1954 em Josjã, na fronteira tríplice entre o Afeganistão, Turcomenistão e o Uzbequistão. De origem humilde, ele recebeu uma educação tradicional básica em sua aldeia. Sendo forçado a sair da escola ainda jovem, ele começou a trabalhar em uma empresa de fornecimento de gás natural.
Na década de 1970 começou a se destacar entre os trabalhadores da refinaria de petróleo e gás, participando de movimentos políticos que os defendiam e militavam em ideais comunistas. Devido à nova política comunista dos governos afegãos dessa década, ele alistou-se no exército afegão em 1978.

### Carreira militar
Recebeu instrução militar básica em Jalalabad. Em seguida, passou para um esquadrão na área rural de Sheberghan sob o comando do Ministério de Segurança Nacional.
Durante o início da Guerra do Afeganistão, Dostum, como general de destaque, passou a comandar um grupo de milicianos que apoiava o exército da União Soviética, atuando em províncias do nordeste do país, onde combatia os mujahidins, no período em que o governo afegão era apoiado pela União Soviética.
Devido a sua experiência militar nos combates contra os mujahidins o grupo o qual comandava passou formalmente a ser a 53ª Divisão de Infantaria do Exército do Afeganistão subordinado diretamente ao presidente Mohammad Najibullah. Comandando, depois, outras unidades militares apoiando o exército da União Soviética presente em seu país.

### Apoio aomujahidin
Após a retirada soviética, a República Democrática do Afeganistão continuou a lidar com ataques dos mujahidin. O governo continuou a receber apoio financeiro e em armas da União Soviética por muitos anos e conseguiu melhorar seu desempenho, mas sofreu um golpe duro quando Rashid Dostum, um de seus principais generais, passou para o lado dos mujahidin.

#### Desentendimentos entre osmujahidin
Após tomar o poder, a união dos mujahidin desfez-se e começou um período de lutas entre si. Gulbuddin Hekmatyar foi apontado como o responsável por um devastador ataque de foguetes contra Cabul, e Dostum começou a atacá-lo. Este último juntou suas forças às de Hekmatyar e os combates destruíram grande parte de Cabul, enquanto que o país foi dividido conforme as suas etnias. Em 1994, formou-se o movimento dos talibãs no sul do país, com apoio paquistanês, o qual rapidamente obteve vitórias contra Dostum e o comandante tajique Ahmad Shah Massoud; em 1996, os talibãs tomaram a capital e criaram o Emirado Islâmico do Afeganistão.

### Frente Islâmica Unida para a Salvação do Afeganistão (ou Aliança do Norte)
Após a queda de Cabul, Dostum e Massoud uniram-se para formar a Frente Islâmica Unida para a Salvação do Afeganistão (ou Aliança do Norte). A Aliança do Norte e suas tropas permaneceram na cidade de Mazar-e-Sharif. mostrando força contra os talibãs. Neste ponto do país ele teria dito que tinha uma força de mais de 50.000 homens que os apoiavam com aviões e tanques. Ele tornou aquela região do país uma região independente, de fato, do governo talibã. Porém, naquele período subsequente, os talibãs continuaram a avançar contra a Aliança até controlar 95% do território afegão. Dostum viu-se forçado a abandonar o Afeganistão após a rendição ao general Abdul Malik Pahlawan e fugir para a Turquia em 1996. Massoud continuou sob o comando da Frente Unida e foi assassinado em 9 de setembro de 2001 num atentado suicida feito por apoiadores dos talibãs.

### Exílio na Turquia
Permaneceu na Turquia até 1997 quando retornou ao Afeganistão e retomou o comando da Aliança do Norte junto com Massoud em Mazar-e-Sharif. Porém, o grupo Talibã retomou a região após intensos combates e Dostum fugiu novamente para a Turquia.
Após a perda constante de território pelos talibãs feita pela Aliança do Norte, sob o comando de Massoud e com o apoio da coalizão liderada pelos Estados Unidos, e que estabeleceu uma nova república sob o comando do presidente Hamid Karzai, Dostum percebeu que poderia voltar para seu país para ajudar Massoud e, em outubro de 2001, logo após o assassinato de seu amigo, ele retomou o comando da Aliança do Norte.

### Queda dos Talibãs
Os talibãs constituíram então um movimento de resistência em algumas regiões e no dia 24 de novembro de 2001 cerca de 300 soldados do Talibã depuseram suas armas e se renderam a Dostum e, finalmente, houve o controle efetivo do país pelo presidente Hamid Karzai. No entanto, o Talibã permaneceu influente na porção meridional do país e com frequência usam o território paquistanês como refúgio.

### Trajetória políticas
Depois que os Talibãs perderam o poder administrativo Dostum se envolveu em combates com Atta Muhammad Nur, líder do povo tajique, para manter o controle da região de Mazar-e-Sharif. Após a intervenção do presidente Karzai houve o cessar-fogo entre Dostum e Atta. Ele então resolveu entrar para o parlamento afegão e em seguida se tornou o Ministro da Defesa no governo de Karzai. Como ministro, Dostum escapou de um atentado no dia 20 de maio de 2003 e voltou a se refugiar na Turquia.
Em 16 de agosto de 2009 ele retornou para o Afeganistão e apoiou Hamid Karzai em sua reeleição presidencial. Vitorioso, Karzai manteve a influência de Dostum em seu governo e nas eleições presidenciais de 2014 ele se lançou como vice-presidente ao lado de Ashraf Ghani.

### Legado do apoio dos Estados Unidos na história do Afeganistão
Foram 13 anos de guerra, o país viu um novo governo afegão ascender ao poder, líderes se constituíram e gradualmente as tropas dos aliados ocidentais, sob o comando dos EUA, começaram a se retirar da missão principal de combater os rebeldes islamitas e assumir uma posição de apoio às autoridades afegãs a lutar contra os jihadistas. Em dezembro de 2014 os americanos encerraram formalmente sua participação como um dos principais protagonistas da guerra, dando ao governo local a responsabilidade de seguir com a guerra. Enquanto isso, a violência se intensificava por todo o país e, devido a isso, o presidente americano Barack Obama decidiu manter parte do efetivo de seu exército no apoio às tropas afegãs.